# Fem sange opus 13
Fem sange opus 13 is de twaalfde liederenbundel van de Noorse componiste Agathe Backer-Grøndahl. In die dertien opera bevond zich slechts één afwijkend werkje, dat alleen voor piano was geschreven. Deze liederenbundel is opgedragen aan Betty Egeberg.
De vijf liederen zijn:
- I baaden op tekst van Vilhelm Bersøe in andante tranquillo
- Kveld op tekst van Nicolay Bøgh in andantino
- Nøkken op tekst van Bernhard Severin Ingemann in allegretto
- Ved nattetid op tekst van Henrik Hertz in andantino tranquillo
- I dandsen du mig möder op tekst van Johan Ludvig Heiberg in een walstempo

Van Nokken is een uitvoering bekend op 25 februari 1883. Marie Dührendahl en Karen Ølstad, een leerling van het conservatorium in Leipzig, voerden het toen uit. Ølstad trad rond 1880 een aantal keren op, maar verdween daarna van het muziekpodium.